# Leptoboea multiflora
Leptoboea multiflora är en tvåhjärtbladig växtart som först beskrevs av Charles Baron Clarke, och fick sitt nu gällande namn av James Sykes Gamble. Leptoboea multiflora ingår i släktet Leptoboea och familjen Gesneriaceae.

## Underarter
Arten delas in i följande underarter:
- L. m. grandifolia
- L. m. multiflora